# 細田絵理
細田 絵理（ほそだ えり、1984年5月15日 - ）は、日本の元女子バレーボール選手。

## 来歴
愛知県美和町（現あま市）出身。実姉の影響で中学校1年生からバレーボールを始める。
人間環境大学岡崎学園高校を経て、2003年デンソーエアリービーズに入団。安定したサーブレシーブから機動力のある攻撃を武器として第11回Vリーグでレギュラーに抜擢されると同リーグで3位の原動力となった。その後も中心選手として活躍し2007-08プレミアリーグで初の準優勝、2008年5月開催の第57回黒鷲旗大会初優勝に貢献した。2010-11シーズンから副主将として牽引し平成22年度皇后杯で優勝を果たした。
2011年6月、現役引退。

## 所属チーム
- 海部郡美和町立美和中学校
- 人間環境大学岡崎学園高等学校
- デンソーエアリービーズ（2003-2011年）